# Orleans County (New York)
Orleans County ist ein County im Bundesstaat New York der Vereinigten Staaten. Bei der Volkszählung im Jahr 2020 hatte Orleans County 40.343 Einwohner und eine Bevölkerungsdichte von 39,9 Einwohnern pro Quadratkilometer. Der Verwaltungssitz (County Seat) ist Albion.

## Geographie
Orleans County ist am Südufer des Ontariosees gelegen. Die Nordgrenze im See ist zugleich die Grenze zu Kanada. Es wird durch eine weitgehend ebene bis leicht hügelige Landschaft geprägt, die von Süd nach Nord zum Seeufer hin abfällt. Die durchschnittlichen Höhen im Süden liegen bei etwa 150 Meter, während das Seeufer auf 75 m.ü.NN liegt. Das County weist keine bedeutenden Gewässer auf, verfügt aber über eine Vielzahl kleiner Bäche und Flüsschen, die in den See münden.
Das Gebiet weist, im Gegensatz zu seinen Nachbarn im Osten und Westen, keine großen industriellen Standorte auf; die landwirtschaftliche Nutzung der Flächen überwiegt. Außerdem bestehen eine große Zahl naturnah erhaltener Gebiete, die zum Teil als Naherholungsgebiete genutzt werden. Insbesondere die Gegend um Oak Orchard wird dazu genutzt. Entlang des Seeufers wurden außerdem Sportboothäfen angelegt.
Das County hat eine Fläche von 2.116,2 Quadratkilometern, wovon 1.103,8 Quadratkilometer Wasserfläche sind.

### Umliegende Gebiete
| Ontariosee     | Ontariosee     | Ontariosee     |
| Niagara County |                | Monroe County  |
| Erie County    | Genesee County | Genesee County |

## Geschichte

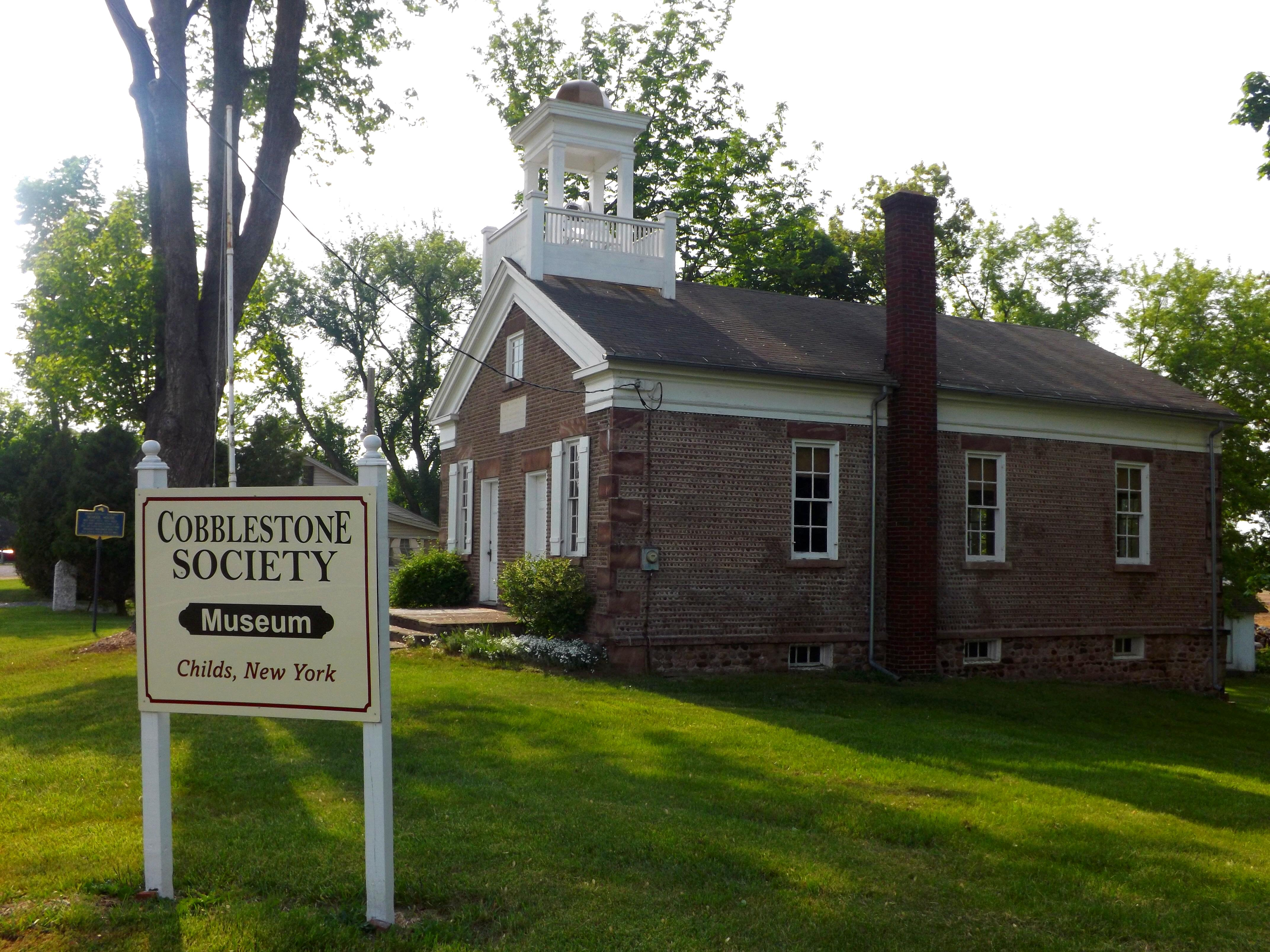
Museum im Cobblestone Historic District (2013)

Zwei Orte haben den Status einer National Historic Landmark, der New York State Barge Canal und der Cobblestone Historic District. 23 Bauwerke und Stätten des Countys sind insgesamt im National Register of Historic Places eingetragen (Stand 20. Februar 2018).

### Einwohnerentwicklung
| Jahr      | 1800   | 1810   | 1820   | 1830   | 1840   | 1850   | 1860   | 1870   | 1880   | 1890   |
| --------- | ------ | ------ | ------ | ------ | ------ | ------ | ------ | ------ | ------ | ------ |
| Einwohner | –      | –      | –      | 17.732 | 5.127  | 28.501 | 28.717 | 27.689 | 30.128 | 30.803 |
| Jahr      | 1900   | 1910   | 1920   | 1930   | 1940   | 1950   | 1960   | 1970   | 1980   | 1990   |
| Einwohner | 30.164 | 32.000 | 28.619 | 28.795 | 27.760 | 29.832 | 34.159 | 37.305 | 38.496 | 41.846 |
| Jahr      | 2000   | 2010   | 2020   | 2030   | 2040   | 2050   | 2060   | 2070   | 2080   | 2090   |
| Einwohner | 44.171 | 42.883 | 40.343 |        |        |        |        |        |        |        |

## Städte und Ortschaften
Zusätzlich zu den unten angeführten selbständigen Gemeinden gibt es im Orleans County mehrere villages: den Verwaltungssitz Albion sowie die Siedlungen Holley, Lyndonville und Medina.
| Ortschaft | Status | Einwohner (2010) | Gesamte Fläche [km²] | Landfläche [km²] | Bevölkerungsdichte [Einwohner / km²] | Gründung      | Besonderheit                                                                            |
| --------- | ------ | ---------------- | -------------------- | ---------------- | ------------------------------------ | ------------- | --------------------------------------------------------------------------------------- |
| Albion    | town   | 8.468            | 65,7                 | 65,4             | 129,5                                | 8. Apr. 1875  | County Seat; gegründet unter dem Namen Newport am 21. April 1828; zur Town erhoben 1875 |
| Barre     | town   | 2.025            | 142,6                | 142,6            | 14,2                                 | 21. Apr. 1828 |                                                                                         |
| Carlton   | town   | 2.994            | 115,0                | 112,9            | 26,5                                 | 13. Apr. 1822 | Gegründet als Oak Orchard                                                               |
| Clarendon | town   | 3.648            | 91,2                 | 91,2             | 40,0                                 | 23. Feb. 1821 |                                                                                         |
| Gaines    | town   | 3.378            | 89,2                 | 89,1             | 37,9                                 | 14. Feb. 1822 |                                                                                         |
| Kendall   | town   | 2.724            | 85,3                 | 85,1             | 32,0                                 | 7. Apr. 1837  |                                                                                         |
| Murray    | town   | 4.988            | 80,5                 | 80,4             | 62,0                                 | 8. Apr. 1808  |                                                                                         |
| Ridgeway  | town   | 6.780            | 130,1                | 129,6            | 52,3                                 | 8. Juni 1812  |                                                                                         |
| Shelby    | town   | 5.319            | 121,3                | 120,1            | 43,5                                 | 6. März 1818  |                                                                                         |
| Yates     | town   | 2.559            | 96,8                 | 96,8             | 26,4                                 | 17. Apr. 1822 | Gegründet als Northon                                                                   |